# Bakht Zamina
Bakht Zamina (paixtú: بخت زمينه, va morir el 15 de juliol de 1981) va ser una cantant afganesa que va actuar en els principals esdeveniments de música Paixtu a Kabul.

## Vida i mort
Bakht Zamina era de Nangarhar. Es va traslladar a Kabul per continuar la seva carrera musical. Zamina era famosa tant per les cançons folk com per les cançons pop paixtu. Era simpatitzant del Partit Democràtic Popular de l'Afganistan, cantant algunes cançons en el seu suport. Fa temps que ha estat oblidada pels mitjans de comunicació principalment per motius polítics, durant les dècades posteriors a la seva mort. Es creu que Bakht Zamina va morir el 1981 a causa de la tuberculosi. No obstant això, alguns especulen que va ser assassinada per mujahidins afganesos després de cantar la seva famosa cançó Khaija Pa Morchal Bande. La veritable naturalesa de la seva mort no s'ha confirmat, ja que havia estat envoltada de rumors.

## Obres
Algunes de les seves cançons van ser:
- Ma La Ta Juda Kawena

- Yara Ghamjan ba Shay

- Zama Khoga Janana

- Bey Dildara Mey

- Zama da Meene Yaara

- Raasha Raasha

- Khalqi Akhtar dey Mazidar

- Tapey Pashto

- Khaista Zaan em Jorr Karay de

- Ay Sarbaza Yaraa

- Khejja pa Morchal Bande